# 왕립극장 (마드리드)

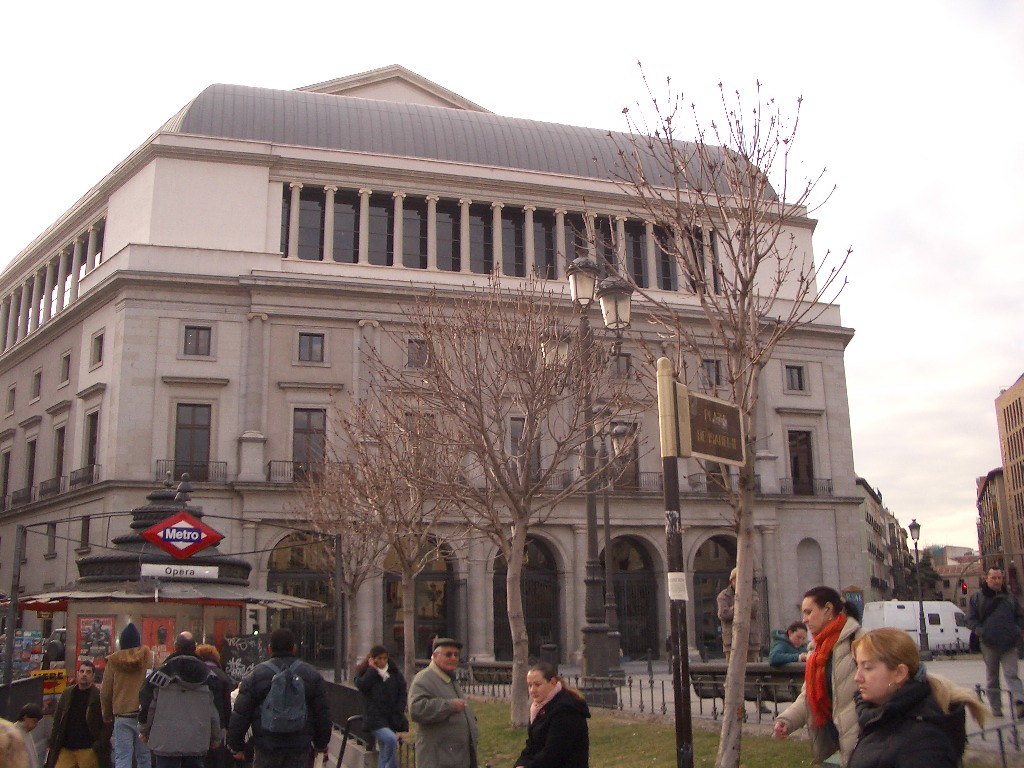
왕립극장

왕립극장(스페인어: Teatro Real)은 스페인 마드리드에 위치한 극장이다.

## 같이 보기
- 스페인 국립 관현악단